# Сан-Кугат-Сасгаррігас

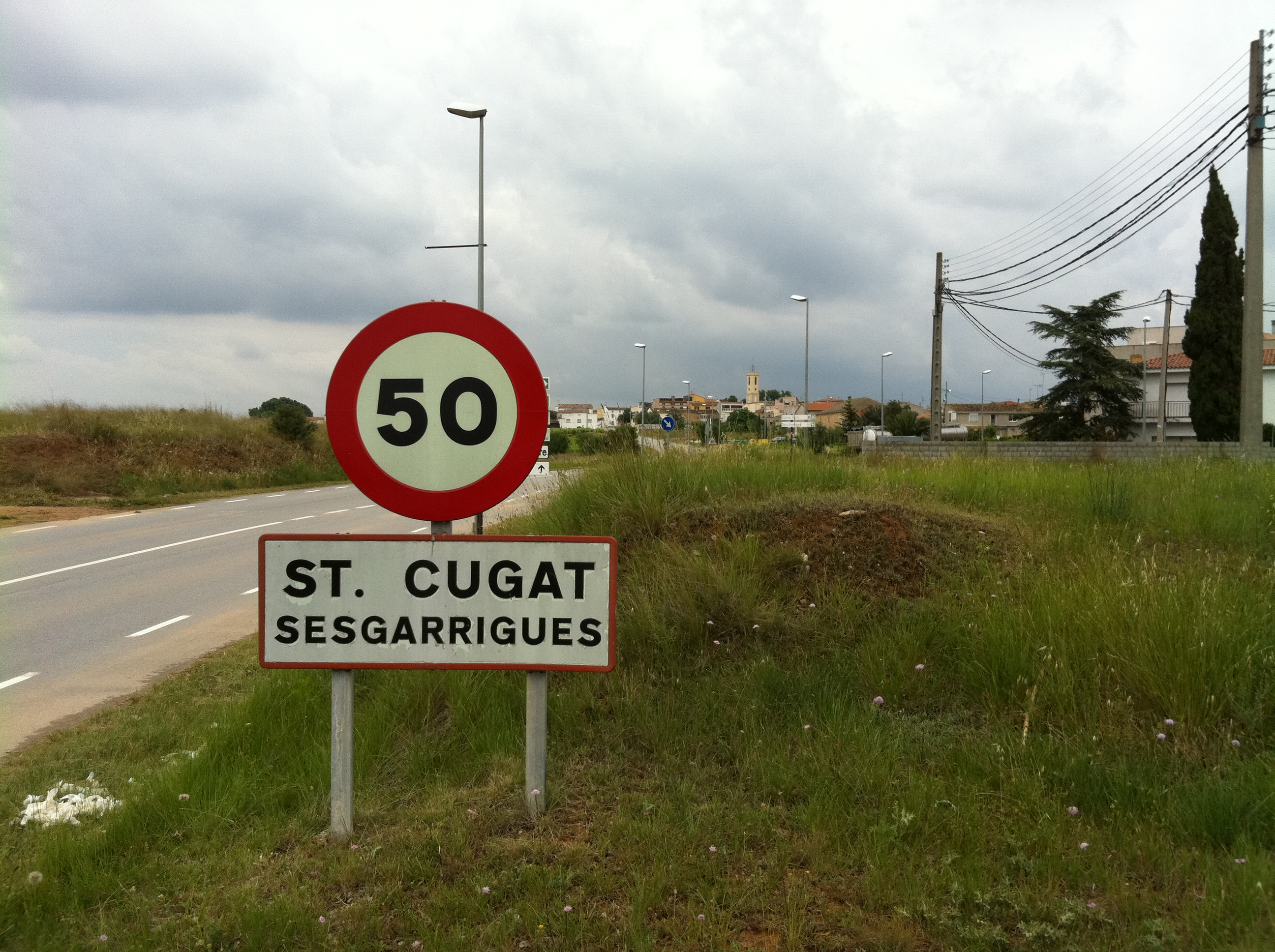
Sant Cugat Sesgarrigues

Сан-Куга́т-Сасгаррі́гас (кат. Sant Cugat Sesgarrigues) — муніципалітет, розташований в Автономній області Каталонія, в Іспанії. Знаходиться у районі (кумарці) Ал-Панадес провінції Барселона, згідно з новою адміністративною реформою перебуватиме у складі Баґарії (округи) Барселона.

## Населення
Населення міста (у 2007 р.) становить 927 осіб (з них менше 14 років — 17,6 %, від 15 до 64 — 64,9 %, понад 65 років — 17,5 %). У 2006 р. народжуваність склала 14 осіб, смертність — 8 осіб, зареєстровано 3 шлюби. У 2001 р. активне населення становило 358 осіб, з них безробітних — 17 осіб.

Серед осіб, які проживали на території міста у 2001 р., 596 народилися в Каталонії (з них 474 особи у тому самому районі, або кумарці), 107 осіб приїхало з інших областей Іспанії, а 52 особи приїхали з-за кордону. 

Університетську освіту має 7,9 % усього населення. 

У 2001 р. нараховувалося 236 домогосподарств (з них 14,8 % складалися з однієї особи, 22,9 % з двох осіб,21,6 % з 3 осіб, 23,7 % з 4 осіб, 9,7 % з 5 осіб, 5,5 % з 6 осіб, 0,4 % з 7 осіб, 0,4 % з 8 осіб і 0,8 % з 9 і більше осіб).

Активне населення міста у 2001 р. працювало у таких сферах діяльності: у сільському господарстві — 10,6 %, у промисловості — 26,1 %, на будівництві — 13,8 % і у сфері обслуговування — 49,6 %. 

 У муніципалітеті або у власному районі (кумарці) працює 340 осіб, поза районом — 228 осіб.

### Безробіття
У 2007 р. нараховувалося 17 безробітних (у 2006 р. — 23 безробітних), з них чоловіки становили 41,2 %, а жінки — 58,8 %.

## Економіка

### Підприємства міста

#### Промислові підприємства
| \| Промислові підприємства міста, за сферою діяльності \| Промислові підприємства міста, за сферою діяльності \| Промислові підприємства міста, за сферою діяльності \| \| Рік \| 2002 р. \| 2001 р. \| \| --------------------------------------------------- \| --------------------------------------------------- \| --------------------------------------------------- \| \| Енергетичні та водні ресурси \| 6,2 % \| 0 % \| \| Хімія та метали \| 0 % \| 0 % \| \| Переробка металів \| 18,8 % \| 13,3 % \| \| Продукти харчування \| 31,2 % \| 40 % \| \| Текстиль \| 12,5 % \| 13,3 % \| \| Виробництво меблів, видання \| 12,5 % \| 13,3 % \| \| Інше \| 18,8 % \| 20 % \| \| Усього підприємств \| 16 \| 15 \| |         |         |
| Промислові підприємства міста, за сферою діяльності |         |         |
| Рік | 2002 р. | 2001 р. |
| Енергетичні та водні ресурси | 6,2 %   | 0 %     |
| Хімія та метали | 0 %     | 0 %     |
| Переробка металів | 18,8 %  | 13,3 %  |
| Продукти харчування | 31,2 %  | 40 %    |
| Текстиль | 12,5 %  | 13,3 %  |
| Виробництво меблів, видання | 12,5 %  | 13,3 %  |
| Інше | 18,8 %  | 20 %    |
| Усього підприємств | 16      | 15      |

#### Роздрібна торгівля
| \| Підприємства роздрібної торгівлі міста, за сферою діяльності \| Підприємства роздрібної торгівлі міста, за сферою діяльності \| Підприємства роздрібної торгівлі міста, за сферою діяльності \| \| Рік \| 2002 р. \| 2001 р. \| \| ------------------------------------------------------------ \| ------------------------------------------------------------ \| ------------------------------------------------------------ \| \| Продукти харчування \| 25 % \| 33,3 % \| \| Одяг та взуття \| 0 % \| 0 % \| \| Товари для дому \| 0 % \| 0 % \| \| Книги та періодичні видання \| 0 % \| 0 % \| \| Промислова хімічна продукція \| 25 % \| 33,3 % \| \| Продукція, пов'язана з транспортними засобами \| 12,5 % \| 0 % \| \| Інше \| 37,5 % \| 33,3 % \| \| Усього підприємств \| 8 \| 6 \| |         |         |
| Підприємства роздрібної торгівлі міста, за сферою діяльності |         |         |
| Рік | 2002 р. | 2001 р. |
| Продукти харчування | 25 %    | 33,3 %  |
| Одяг та взуття | 0 %     | 0 %     |
| Товари для дому | 0 %     | 0 %     |
| Книги та періодичні видання | 0 %     | 0 %     |
| Промислова хімічна продукція | 25 %    | 33,3 %  |
| Продукція, пов'язана з транспортними засобами | 12,5 %  | 0 %     |
| Інше | 37,5 %  | 33,3 %  |
| Усього підприємств | 8       | 6       |

#### Сфера послуг
| \| Підприємства міста, що працюють у сфері послуг, за діяльністю \| Підприємства міста, що працюють у сфері послуг, за діяльністю \| Підприємства міста, що працюють у сфері послуг, за діяльністю \| \| Рік \| 2002 р. \| 2001 р. \| \| ------------------------------------------------------------- \| ------------------------------------------------------------- \| ------------------------------------------------------------- \| \| Гуртова торгівля \| 17,9 % \| 15,4 % \| \| Готелі та готельний бізнес \| 3,6 % \| 3,8 % \| \| Транспорт та зв'язок \| 39,3 % \| 42,3 % \| \| Посередницькі фінансові послуги \| 3,6 % \| 3,8 % \| \| Послуги підприємствам \| 7,1 % \| 3,8 % \| \| Послуги фізичним особам \| 17,9 % \| 23,1 % \| \| Нерухомість та ін. \| 10,7 % \| 7,7 % \| \| Усього підприємств \| 28 \| 26 \| |         |         |
| Підприємства міста, що працюють у сфері послуг, за діяльністю |         |         |
| Рік | 2002 р. | 2001 р. |
| Гуртова торгівля | 17,9 %  | 15,4 %  |
| Готелі та готельний бізнес | 3,6 %   | 3,8 %   |
| Транспорт та зв'язок | 39,3 %  | 42,3 %  |
| Посередницькі фінансові послуги | 3,6 %   | 3,8 %   |
| Послуги підприємствам | 7,1 %   | 3,8 %   |
| Послуги фізичним особам | 17,9 %  | 23,1 %  |
| Нерухомість та ін. | 10,7 %  | 7,7 %   |
| Усього підприємств | 28      | 26      |

## Житловий фонд
У 2001 р. 3,8 % усіх родин (домогосподарств) мали житло метражем до 59 м2, 13,6 % — від 60 до 89 м2, 37,3 % — від 90 до 119 м2 і
45,3 % — понад 120 м2.

З усіх будівель у 2001 р. 14,4 % було одноповерховими, 76,6 % — двоповерховими, 8,6 % — триповерховими, 0,3 % — чотириповерховими, 0 % — п'ятиповерховими, 0 % — шестиповерховими,
0 % — семиповерховими, 0 % — з вісьмома та більше поверхами.

## Автопарк
| \| Автомобілі, зареєстровані у місті, за призначенням \| Автомобілі, зареєстровані у місті, за призначенням \| Автомобілі, зареєстровані у місті, за призначенням \| \| Рік \| 2006 р. \| 2005 р. \| \| -------------------------------------------------- \| -------------------------------------------------- \| -------------------------------------------------- \| \| Приватні автомобілі \| 63 % \| 64,8 % \| \| Мотоцикли \| 8,5 % \| 8,1 % \| \| Вантажівки \| 19,7 % \| 19 % \| \| Трактори \| 2,7 % \| 2,7 % \| \| Автобуси та ін. \| 6,2 % \| 5,5 % \| \| Усього автомобілів \| 813 шт. \| 752 шт. \| |         |         |
| Автомобілі, зареєстровані у місті, за призначенням |         |         |
| Рік | 2006 р. | 2005 р. |
| Приватні автомобілі | 63 %    | 64,8 %  |
| Мотоцикли | 8,5 %   | 8,1 %   |
| Вантажівки | 19,7 %  | 19 %    |
| Трактори | 2,7 %   | 2,7 %   |
| Автобуси та ін. | 6,2 %   | 5,5 %   |
| Усього автомобілів | 813 шт. | 752 шт. |

## Вживання каталанської мови
У 2001 р. каталанську мову у місті розуміли 97,4 % усього населення (у 1996 р. — 96,8 %), вміли говорити нею 85,9 % (у 1996 р. — 89,3 %), вміли читати 82,9 % (у 1996 р. — 86,1 %), вміли писати 59,5 % (у 1996 р. — 62,6 %). Не розуміли каталанської мови 2,6 %.

## Політичні уподобання
У виборах до Парламенту Каталонії у 2006 р. взяло участь 482 особи (у 2003 р. — 519 осіб). Голоси за політичні сили розподілилися таким чином:
| \| Вибори до Парламенту Каталонії \| Вибори до Парламенту Каталонії \| Вибори до Парламенту Каталонії \| \| Рік \| 2006 р. \| 2003 р. \| \| -------------------------------------- \| ------------------------------ \| ------------------------------ \| \| Конвергенція та Єднання (CiU) \| 37,3 % \| 40,5 % \| \| Соціалістична партія Каталонії (PSC) \| 27,4 % \| 29,1 % \| \| Народна партія (PP) \| 1,9 % \| 4,2 % \| \| Ініціатива за зелену Каталонію (IC) \| 8,7 % \| 4,4 % \| \| Республіканська лівиця Каталонії (ERC) \| 21,4 % \| 21,6 % \| \| Громадянська партія (C's) \| 0,8 % \| 0 % \| \| Інші \| 2,5 % \| 0,2 % \| |         |         |
| Вибори до Парламенту Каталонії |         |         |
| Рік | 2006 р. | 2003 р. |
| Конвергенція та Єднання (CiU) | 37,3 %  | 40,5 %  |
| Соціалістична партія Каталонії (PSC) | 27,4 %  | 29,1 %  |
| Народна партія (PP) | 1,9 %   | 4,2 %   |
| Ініціатива за зелену Каталонію (IC) | 8,7 %   | 4,4 %   |
| Республіканська лівиця Каталонії (ERC) | 21,4 %  | 21,6 %  |
| Громадянська партія (C's) | 0,8 %   | 0 %     |
| Інші | 2,5 %   | 0,2 %   |

У муніципальних виборах у 2007 р. взяло участь 307 осіб (у 2003 р. — 563 особи). Голоси за політичні сили розподілилися таким чином:
| \| Муніципальні вибори \| Муніципальні вибори \| Муніципальні вибори \| \| Рік \| 2007 р. \| 2003 р. \| \| -------------------------------------- \| ------------------- \| ------------------- \| \| Конвергенція та Єднання (CiU) \| 0 % \| 46,5 % \| \| Соціалістична партія Каталонії (PSC) \| 100 % \| 53,5 % \| \| Народна партія (PP) \| 0 % \| 0 % \| \| Ініціатива за зелену Каталонію (IC) \| 0 % \| 0 % \| \| Республіканська лівиця Каталонії (ERC) \| 0 % \| 0 % \| \| Громадянська партія (C's) \| 0 % \| 0 % \| \| Інші \| 0 % \| 0 % \| |         |         |
| Муніципальні вибори |         |         |
| Рік | 2007 р. | 2003 р. |
| Конвергенція та Єднання (CiU) | 0 %     | 46,5 %  |
| Соціалістична партія Каталонії (PSC) | 100 %   | 53,5 %  |
| Народна партія (PP) | 0 %     | 0 %     |
| Ініціатива за зелену Каталонію (IC) | 0 %     | 0 %     |
| Республіканська лівиця Каталонії (ERC) | 0 %     | 0 %     |
| Громадянська партія (C's) | 0 %     | 0 %     |
| Інші | 0 %     | 0 %     |